# Nei Duclós
Nei Carvalho Duclós (Uruguaiana, 29 de outubro de 1948) é um jornalista, poeta e escritor brasileiro.
Tem 17 livros (entre ebooks e impressos) lançados de crônicas, contos, poesias, romance e ensaios. Além de inúmeros textos publicados na imprensa brasileira, sites e blogs e redes sociais. Citações em vários trabalhos acadêmicos, de graduação, mestrado e doutorado. Poemas e contos traduzidos para o italiano pela revista virtual Sagarana, editada em Lucca, e poemas traduzidos para o inglês para a revista Rattapallax, editada em Nova York.

## Carreira
Aos 17 anos se mudou para Porto Alegre e se matriculou no curso de engenharia na Universidade Federal do Rio Grande do Sul, o qual abandonaria logo depois em favor da faculdade de Jornalismo. Envolveu-se no movimento estudantil brasileiro após o golpe de 1964. Trabalhou nos jornais Folha da Tarde e Folha da Manhã, da Caldas Junior, e publicou seu primeiro livro, Outubro, em 1975, pelo Instituto Estadual do Livro - RS e a editora A Nação.
Mudou-se para São Paulo, onde desenvolveu longa carreira como jornalista, tendo trabalhado no jornal Folha de S. Paulo, revistas Brasil 21, Senhor (anos 1980), IstoÉ, e nos jornais A Tribuna, de Vitória, ES, O Estado, de Florianópolis e Jornal de Santa Catarina, de Blumenau. Publicou textos também em O Estado de S. Paulo, Veja, Escrita, Arte Hoje, Diário Catarinense, Shopping News, Zero Hora, Jornal Opção, entre outros veículos.
Depois de Outubro em 1975 pelo IEL/ A Nação, vieram No Meio da Rua, em 1979, pela LP&M Editores (com prefácio de Mario Quintana), em 2001 No Mar, Veremos, pela editora Globo (com prefácio de Mario Chamie) e em 2012 Partimos de Manhã (Iel/Corag), todos de poesia. Em 2004 publicou seu primeiro romance, Universo Baldio, pela W11 Editores. Em 2006 lançou O Refúgio do Príncipe - Histórias Sopradas Pelo Vento, pela Editora Empreendedor, de SC. Em ebooks lançou Arraso, Poemas de Amor, Cálida Palavra, Trovador, Verso Esparso e Pampabismo/Enigminas: Conversos. E também Mágico Deserto - Contos Fora de Forma, e Beijo Entre Nuvens, crônicas. E em 2012 o livro impresso Laguna, Obra e Paisagem, pela Editora Expressão. Em 2014 publicou pela Editora Unisinos o livro Todo Filme é Sobre Cinema, ensaios sobre a Sétima Arte.
Tem dois livros de literatura infanto-juvenil publicados pela Editora Record, escritos em parceria com o autor Tabajara Ruas: Meu Vizinho Tem Um Rottweiler (E Jura que ele é Manso) e A Trilha da Lua Cheia.
É bacharel em História formado pela Universidade de São Paulo em 1998 em 1978.
Atualmente reside em Florianópolis, no estado de Santa Catarina, onde trabalha como escritor contratado de projetos especiais, além de continuar lançando seus livros de literatura.